# Жан I (герцог Бретани)
Жан I Рыжий (1217 — 8 октября 1286, Шато де Л`Иль) — герцог Бретани с 1237 года, и граф Ришмон в 1268 году. Сын Пьера Моклерк, герцога Бретани, графа Дрё и Алисы де Туар, герцогини Бретани.

## Регентство
Официально Жан стал герцогом Бретани в 1221 году, после смерти своей матери, но так как ему было лишь четыре года, его отец стал регентом.

## Правление
После совершеннолетия в 1237 году, он стал герцогом, его отец передал герцогство сыну. Жану пришлось подавлять мятеж одного из своих вассалов, Пьера де Краон. В 1239 году он выпустил эдикт об изгнании всех евреев из пределов герцогства и отменил все долги к евреям. В 1242 году, он борется в Пуату ради короля Франции и подчиняет графа де ла Марш.
У Жана были многочисленные ссоры с духовенством и бретонским дворянством. После конфликта с епископом Нанта, его отлучили от церкви бретонские священники и он был вынужден подчиниться. Дворяне, недовольные возвышением церкви, подняли в 1257 году мятеж, подавленный Жаном.
Жан сопровождал Людовика Святого в восьмом крестовом походе (1270 год), но избежал чумы, поразившей короля и цвет французского дворянства и возвратился в Бретань.

## Семья
16 января 1236 года, Жан женился на Бланке Наваррской (1225/1226 — 1283), дочери Тибо IV, графа Шампани, короля Наварры и Агнессы де Боже. У них было восемь детей:
- Жан II (3/4 января 1239 — 16 ноября 1305), герцог Бретани (1286—1305), граф Ришмон (1268 − 1305);
- Пьер (2 апреля 1241 — 19 октября 1268), сеньор Динана, Леона;
- Алиса (6 июня 1243 — 2 августа 1288), жена Жана I Блуа-Шатиллон, графа Блуа и Шартра;
- Тибо (23 июля 1245 — 23 октября 1246), умер в детстве;
- Тибо (9 ноября 1247), умер в детстве;
- Элеонора (1248), умерла в детстве;
- Николай (8 декабря 1249 — 14 августа 1251);
- Робер (6 марта 1251 — 4 февраля 1259), умер в детстве.